# Ryuji Ito
Ryuji Ito (født 23. juli 1990) er en japansk fodboldspiller.
Han har spillet for flere forskellige klubber i sin karriere, herunder Yokohama FC, FC Ryukyu, Matsumoto Yamaga FC og Fujieda MYFC.